# 꾸러기 상상여행
《꾸러기 상상여행》(영어: The Backyardigans)은 니켈로디언 제작 미국-캐나다산 애니메이션으로 한국에서는 EBS와 투니버스, JEI 재능TV, 대교어린이TV에서 방영했다. 2004년 10월 11일 첫 방영을 시작해 2013년 7월 12일 4시즌 80회로 마무리되었다. 그림체는 똑같이 수인들이 나오는 애니메이션인 꼬마거북 프랭클린 3D와 동일하다.

## 등장 캐릭터
펭코
성우: 김서영
색깔:      파란색
유니
성우: 배정미
색깔:      분홍색
코니
성우: 이소영
색깔:      주황색
푸아
성우: 양정화
색깔:      노란색
카루
성우: 홍소영
색깔:      보라색